# Kids' WB
Kids' WB fue un marca y bloque de programación infantil estadounidense, que se transmitía en la mayoría de las estaciones de la cadena The WB. Se lanzó el 9 de septiembre de 1995, en un intento para competir con Fox Kids. Transmitía series de Hanna-Barbera, Looney Tunes, Cartoon Network y DC Comics. Desde el 23 de septiembre de 2006, y luego de que The WB de Time Warner acordara fusionarse con la United Paramount Network de CBS Corporation, el programa pasa a emitirse en la cadena The CW, de propiedad conjunta entre CBS Corporation y Time Warner. La transmisión de Kids' WB continuó hasta el 24 de mayo de 2008. Posteriormente, el bloque infantil del sábado por la mañana fue comprada por 4Kids Entertainment y pasó a llamarse TheCW4Kids (posteriormente Toonzai).

## Historia
Kids WB se transmitió los sábados por la mañana de 08:00 a 11:00 am y de lunes a viernes de 04:00 pm a 05:00 pm. El 7 de septiembre de 1996, el bloque de los sábados se extendió una hora y se transmitió desde las 8:00 am hasta las 12:00 pm, hora del este de Estados Unidos. El 1 de septiembre de 1997, se agregó un bloque matutino de lunes a viernes de 07:00 am a 08:00 am y el bloque de la tarde de lunes a viernes se extendió una hora, de 03:00 pm a 05:00 pm.
En 1999, emite por primera vez la serie de Pokémon de 4Kids Entertainment, el cual se convierte en un éxito e introduce el anime al bloque. En julio de 2001, el bloque de la tarde se renombra bajo la marca Toonami on Kids' WB, emitida por la señal de cable Cartoon Network.
El 3 de septiembre de 2001, el bloque matutino de lunes a viernes de Kids 'WB se suspendió, y The WB devolvió ese espacio a sus afiliados locales para transmitir programas producidos localmente, programación sindicada y /o infomerciales.
El 31 de mayo de 2005, The WB anunció que el bloque Kids' WB de la tarde de los días de semana se suspendería "a pedido de los afiliados locales", ya que se volvió financieramente poco atractivo debido a que las cadenas notaron que la audiencia infantil en dichos horarios disminuyó y se trasladó más hacia las cadenas de cable. Así, estos horarios comenzaron a dirigirse a audiencias más adultas con programas de entrevistas y reposiciones de comedias de situación durante el día. El bloque Kids 'WB de la tarde de lunes a viernes se emitió por última vez el 30 de diciembre de 2005 y fue reemplazado el 2 de enero de 2006 por "Daytime WB", un bloque de entretenimiento general. en las principales redes. Kids' WB antes de dicho cambio promocionó más la cadena de cable Cartoon Network y el bloque de los sábados de Kids' WB, el cual se amplió una hora el 7 de enero de 2006, desde las 07:00 am hasta las 12:00 pm.
Tras el cierre de Kids WB el 18 de mayo de 2008, sus contenidos y la marca pasaron a ser servicios en sitios web temáticos, los cuales fueron lanzados el 28 de abril de 2008. Los sitios web fueron fusionados en mayo de 2015 sin el uso de la marca Kids WB.